# Peridexia
Peridexia is een geslacht van kevers uit de familie van de loopkevers (Carabidae). De wetenschappelijke naam van het geslacht is voor het eerst geldig gepubliceerd in 1860 door Chaudoir.

## Soorten
Het geslacht Peridexia omvat de volgende soorten:
- Peridexia fulvipes (Dejean, 1831)
- Peridexia hilaris (Fairmaire, 1883)